# Вижівка (притока Чепелихи)
Вижівка — річка в Чернігівській області, права притока Чепелихи (басейн Дніпра). Тече територією Корюківського району.